# 漢曼克羅辛 (印地安納州)
漢曼克羅辛（英語：Hangman Crossing）是位於美國印地安納州傑克遜縣的一個非建制地區。該地的面積和人口皆未知。